# Устименко, Евгения Егоровна
Евгения Егоровна Устименко (1922—1988) — советский работник сельского хозяйства, Герой Социалистического Труда.

## Биография
Родилась 6 августа 1933 года в селе Артемьевка Знаменского района Тамбовской области.
Трудиться начала в 1949 году в колхозе им. С. М. Кирова Глубоковского района Восточно-Казахстанской области Казахской ССР. Сначала работала телятницей и свинаркой, а в 1952—1977 годах — дояркой. Первой в Восточно-Казахстанской области Евгения Устименко выступила с почином ежегодно надаивать по тысяче центнеров молока от закрепленной за ней группы коров. Приняла участие в создании на ферме племенной группы коров, хорошей кормовой базы, а также своего рациона для каждой коровы, что дало значительные результаты.
Указом Президиума Верховного Совета СССР от 8 апреля 1971 года за выдающиеся успехи, достигнутые в развитии сельскохозяйственного производства и выполнении пятилетнего плана продажи государству продуктов земледелия и животноводства, Устименко Евгении Егоровне было присвоено звание Героя Социалистического Труда с вручением ордена Ленина и Золотой медали «Серп и Молот».
Продолжая работать дояркой, в 1971 году Евгения Егоровна надоила от каждой фуражной коровы по 4174 килограмма молока, в 1972 году — по 4300 килограммов, в 1975 году — по 4655 килограммов. Даже в засушливом 1974 году доярка получила от каждой из 33 закрепленных за ней коров по 4390 килограммов молока, а валовой надой составлял 1176 центнеров. В 1975 году он достиг 1471 центнер. Личный пятилетний план выполнила за три с половиной года, надоив сверх плана за годы девятой пятилетки более 1600 центнеров молока.
В 1972 году Е. Г. Устименко вступила в КПСС. Была депутатом Верховного Совета Казахской ССР VIII созыва. С 1977 года возглавляла молочно-товарную ферму в родном колхозе. Являясь наставником молодежи, делилась с ней своим богатым опытом. Воспитала плеяду доярок, большинство из которых стали трехтысячницами.
Выйдя на пенсию, Евгения Егоровна продолжала жить в Глубоковском районе.
В 1973 году была удостоена звания «Заслуженный работник сельского хозяйства Казахской ССР», награждена медалями.